# ブルース・スターリング
ミカエル・ブルース・スターリング(Michael Bruce Sterling, 1954年4月14日 - )は、アメリカ合衆国テキサス州ブラウンズビル出身の小説家、SF作家、ジャーナリスト。
1980年代を席巻したサイバーパンク運動でウィリアム・ギブスンと並んで中心的役割を果たした。その後もSF界の代表的な作家として活躍。セルビア人作家のジャスミナ・テサノヴィッチと結婚。現在ベオグラード在住である。

## 経歴
子供時代には父親の仕事の関係で、インドなど国外で多く過す。テキサス大学入学後、オースティンのSFファンダムを通じて、創作講座「ターキー・シティ」に参加、ここでハーラン・エリスンに見い出され、アンソロジー『最後の危険なヴィジョン』(The Last Dangerous Vision)に短編を買われてプロ作家デビューする(未刊)。
1977年、第一長篇『塵クジラの海』(Involution Ocean)を、ハーラン・エリスン・ディスカバリーズの1作として発表。その後若手作家のルーディ・ラッカー、ジョン・シャーリィ、ギブスンらとの交流が始まり、サイバーパンク運動の中心人物となる。1982年に短編「巣」(Swarm)、「スパイダー・ローズ」(Spider Rose)を発表。それぞれネビュラ賞・ヒューゴー賞、ヒューゴー賞候補となり注目を集め、これが「機械主義者/工作者」(Mechanist/Shaper)シリーズとなった。
1985年、シリーズ長編『スキズマトリックス』(Schismatrix)を発表し、人気作家としての地位を固める。
1980年代後半からは、サイバーパンクの枠をさらにグローバルに広げた作品「われらが神経チェルノブイリ」(Our Neural Chernobyl)、「あわれみ深くデジタルなる」(The Compassionate, the Digital)、長編『ネットの中の島々』などを発表。
1992年には、実際に1990年に起きたハッカー一斉取締の顛末を追ったノンフィクション『ハッカーを追え!』を発表しベストセラーとなる。
1997年、短編「自転車修理人」(Bicycle Repairman)でヒューゴー賞受賞。1999年、短編「タクラマカン」(Taklamakan)でヒューゴー賞、ローカス賞受賞。この2作は「ディープ・エディ」(Deep Eddy)とともにチャタヌーガ三部作と呼ばれる。
親日家として知られ、「SFマガジン」誌も購読しており、1986年10月号に書き下ろし短編「江戸の花」(Flowers of Edo)を、1997年1月号に未来の日本社会を扱いローカス賞を受賞したSF短編「招き猫」(Maneki Neko)も書いている。1996年に幕張新都心で開かれたWorld PC EXPOで「サイバーワールドの光と影」と題して講演。サンディー&ザ・サンセッツのファンでもある。

## 作品リスト

### 長編
- 塵クジラの海 (Involution Ocean, 1977)
- 人工少年 (The Artificial Kid, 1980)
- スキズマトリックス (Schismatrix, 1985) - 1985年度ネビュラ賞候補、1986年度英国SF協会賞候補
- ネットの中の島々 (Islands in the Net, 1989) - 1989年度ジョン・W・キャンベル記念賞受賞、また同年度のヒューゴー賞およびローカス賞候補
- ディファレンス・エンジン (Difference Engine, 1990) - ウィリアム・ギブスンとの合作。1990年度英国SF協会賞候補、1991年度ネビュラ賞候補、1992年度ジョン・W・キャンベル記念賞候補
- Heavy Weather (1994)
- ホーリー・ファイヤー (Holy Fire, 1996) - 1996年度英国SF協会賞候補、1997年度ヒューゴー賞候補、1997年度ローカス賞候補
- Distraction (1998) - 2000年度アーサー・C・クラーク賞受賞、また1999年度のジョン・W・キャンベル記念賞、ヒューゴー賞、ローカス賞の候補
- Zeitgeist (2000) - 2001年度ローカス賞候補
- The Zenith Angle (2004)
- The Caryatids (2009)
- Love Is Strange (2012)

### 短編集
- Crystal Express (1989) - 日本語訳が公刊されていない短編集。収録作品のうち五作が日本オリジナルの短編集『蝉の女王』に所収されている。
  - 巣(Swarm) - 1982年度ネビュラ賞ノヴェレット部門候補、1983年度ヒューゴー賞、ローカス賞ノヴェレット部門候補
  - スパイダー・ローズ(Spider Rose) - 1983年度ヒューゴー賞短編部門候補
  - 蝉の女王(Cicada Queen)
  - 火星の神の庭(Sunken Gardens)
  - <機械主義者/工作者の時代>二十の情景(Twenty Evocations)
  - Green Days in Brunei
  - 間諜(Spook)
  - 美と崇高(The Beautiful and the Sublime)
  - テリアムド(Telliamed)
  - 小さな魔法のお店(The Little Magic Shop)
  - 江戸の花(Flowers of Edo)
  - アウタゴストの正餐(Dinner in Audoghast)
- 蝉の女王 (Cicada Queen, 1989) - 早川書房(日本オリジナル、「機械主義者/工作者」シリーズの短篇を纏めたもの)
  - 巣(Swarm)
  - スパイダー・ローズ(Spider Rose)
  - 火星の神の庭(Cicada Queen)
  - 〈機械主義者/工作者の時代〉二十の情景(Twenty Evocations)
- グローバルヘッド (Globalhead, 1992) - 日本語訳済みの短編集。
  - われらが神経チェルノブイリ(Our Neural Chernobyl)
  - 宇宙への飛翔(Storming the Cosmos) - ルーディ・ラッカーとの共作
  - あわれみ深く、デジタルなる(The Compassionate, the Digital)
  - ジムとアイリーン(Jim and Irene)
  - ダモクレスの剣(The Sword of Damocles)
  - 湾岸の戦争(The Gulf Wars)
  - ボヘミアの岸辺(The Shores of Bohemia)
  - モラル弾(The Moral Bullet)
  - 考えられないもの(The Unthinkable)
  - ものの見方の違い(We See Things Differently)
  - ハリウッド・クレムリン(Hollywood Kremlin)
  - 中絶に賛成ですか?Are You for 86?)
  - ドリ・バンズ(Dori Bangs)
- タクラマカン (A Good Old-Fashioned Future, 1999) 
  - 招き猫(Maneki Neko)
  - クラゲが飛んだ日(Big Jelly) - ルーディ・ラッカーとの共作
  - 小さな、小さなジャッカル(The Littlest Jackal)
  - 聖なる牛(Sacred Cow)
  - ディープ・エディ(Deep Eddy)
  - 自転車修理人(Bicycle Repairman) - 1997年度ヒューゴー賞ノヴェレット部門受賞
  - タクラマカン(Taklamakan) - 1999年度ヒューゴー賞ノヴェレット部門受賞、同年SFマガジン読者賞受賞
- Visionary in Residence (2006) - 日本語訳が公刊されていない短編集
  - 楽園では(In Paradise)
  - ルシフェラーゼ(Luciferase)
  - Homo Sapiens Declared Extinct
  - Ivory Tower
  - Message Found in a Bottle
  - The Growthing
  - User-Centric
  - Code
  - The Scab's Progress
  - Junk DNA
  - The Necropolis of Thebes
  - The Blemmye's Stratagem
  - The Denial
- Ascendencies: The Best of Bruce Sterling (2007) - 短編の傑作選
  - 巣(Swarm)
  - スパイダー・ローズ(Spider Rose")
  - 蝉の女王(Cicada Queen)
  - 火星の神の庭(Sunken Gardens)
  - <機械主義者/工作者の時代>二十の情景(Twenty Evocations)
  - Green Days In Brunei
  - アウタゴストの正餐(Dinner in Audoghast)
  - あわれみ深く、デジタルなる(The Compassionate, the Digital)
  - 江戸の花 (Flowers of Edo)
  - 小さな魔法のお店(The Little Magic Shop)
  - われらが神経チェルノブイリ(Our Neural Chernobyl)
  - ものの見方の違い(We See Things Differently)
  - ドリ・バンズ(Dori Bangs)
  - ハリウッド・クレムリン(Hollywood Kremlin)
  - 中絶に賛成ですか?(Are You For 86?)
  - 小さな、小さなジャッカル(The Littlest Jackal)
  - ディープ・エディ(Deep Eddy)
  - 自転車修理人(Bicycle Repairman)
  - タクラマカン(Taklamakan)
  - ダモクレスの剣(The Sword of Damocles)
  - 招き猫(Maneki Neko)
  - 楽園では(In Paradise)
  - The Blemmye's Strategem
  - キオスク(Kiosk)
- Gothic High-Tech (2012) - 日本語訳が公刊されていない短編集
  - I Saw the Best Minds of My Generation Destroyed by Google
  - キオスク(Kiosk)
  - The Hypersurface of This Decade
  - White Fungus
  - The Exterminator's Want Ad
  - 秘教の都(Esoteric City)
  - The Parthenopean Scalpel
  - The Lustration
  - Windsor Executive Solutions - クリス・ナカシマ＝ブラウンとの共作
  - A Plain Tale from Our Hills
  - The Interoperation
  - Black Swan

### ノンフィクション
- ハッカーを追え! (The Hacker Crackdown: Law and Disorder on the Electronic Frontier , 1992)
- Tomorrow Now: Envisioning the next fifty years (2002)
- Shaping Things (2005)

### 編著
- ミラーシェード(Mirrorshades, 1986) - サイバーパンク・アンソロジー
  - ガーンズバック連続体 (The Gernsback Continuum) - ウィリアム・ギブスン
  - スネーク・アイズ (Snake-Eyes) - トム・マドックス
  - ロック・オン (Rock On) - パット・キャディガン
  - フーディニの物語 (Tales of Houdin) - ルディー・ラッカー
  - ガキはわかっちゃいない (400 Boys) - マーク・レイドロー
  - 夏至祭 (Solstice) - ジェイムズ・パトリック・ケリー
  - ペトラ (Petra) - グレッグ・ベア
  - われら人の声に目覚めるまで (Till Human Voices Wake Us) - ルイス・シャイナー
  - フリーゾーン (Freezone) - ジョン・シャーリー 
  - ストーン万歳 (Stone Lives) - ポール・ディ＝フィリポ
  - 赤い星、冬の軌道 (Red Star, Winter Orbit) - スターリングとウィリアム・ギブスンの合作
  - ミラーグラスのモーツァルト (Mozart in Mirrorshades) - スターリングとルイス・シャイナーの合作

ほか短編、エッセイ他